# John Mowbray, 3. Baron Mowbray

Wappen des John Mowbray, 3. Baron Mowbray

John (de) Mowbray, 3. Baron Mowbray (* 29. November 1310 in Hovingham, Yorkshire; † 4. Oktober 1361 in York) war ein englischer Peer

## Leben
Er war der einzige Sohn des John Mowbray, 2. Baron Mowbray (1286–1322), aus dessen Ehe mit Aline de Braose (1291–1331), Tochter des William de Braose, 2. Baron Braose (1261–1326).
Mowbrays Vater kämpfte mit Thomas, 2. Earl of Lancaster in der Schlacht bei Boroughbridge am 16. März 1322 gegen Eduard II., wurde dort gefangen genommen, am 23. März in York gehängt und seine Ländereien wurden eingezogen. John, der zum Zeitpunkt der Hinrichtung seines Vaters elf Jahre alt war, wurde am 22. Februar 1322 zusammen mit seiner Mutter im Tower of London inhaftiert. Die seinem Vater konfiszierten Güter wurden unter den Vertrauten des Königs verteilt. Gower wurde zusammen mit einigen anderen Besitztümern am 9. Juli 1322 an Hugh Despenser den Jüngeren vergeben. Aline de Braose, Johns Mutter, musste den Verlust von Gower akzeptieren und auch ihre Rechte an den Ländereien in Sussex, einschließlich Bramber zugunsten von Hugh Despenser dem Älteren aufgeben. Die Güter in Bedfordshire gelangten an Hugh Despenser dem Älteren, durch Mitmirkung des 2. Baron Braose, Alines Vater, der diese treuhänderisch unter Kontrolle hatte. Nachdem Eduard II. 1327 gestürzt wurde und Eduard III. den Thron bestieg, wurden Mowbray und seine Mutter im Januar 1327 wurde Mowbray aus dem Tower entlassen. Die Mitgift seiner Mutter wurde ihr zurückgegeben und sie gab diesen Teil von Mowbrays Erbe an ihren zweiten Ehemann, Sir Richard Peshale, weiter, der diese Ländereien bis zu seinem Tod nach 1342 behielt, trotz einiger Versuche Mowbrays, sie mit Gewalt zurückzuerobern. Am 22. Februar 1327 erhielt Mowbray, obwohl er noch minderjährig war, eine umfassende Restaurierung seiner Ländereien, von der jedoch die Isle of Axholme ausgeschlossen war, die Joan, Countess of Surrey († 1361, Gattin des John de Warenne, 7. Earl of Surrey), am 3. Februar 1327 zugesprochen worden war.
Der 3. Baron Mowbray wurde zum Gefolgsmann Eduards III. und kämpfte im Bretonischen Erbfolgekrieg sowie der Belagerung von Nantes und Aguillon. Außerdem kämpfte er bei der Schlacht von Neville’s Cross und im Zweiten Schottischen Unabhängigkeitskrieg.
Zwischen 1327 und 1360 wurde Mowbray zu jeder Sitzung des Englischen Parlaments einberufen. Er nahm außerdem oft an Ratsversammlungen teil und wurde von der Krone für Verwaltungsaufgaben eingesetzt. Er wurde von der Krone regelmäßig in verschiedene Justizkommissionen berufen, um dort Strafsachen anzuhören. Sein Dienst beschränkte sich jedoch in erster Linie auf Nordengland. Bereits im April 1327 erhielt er den Auftrag, Männer von Wales für einen Feldzug in Schottland nach Newcastle zu führen.
Er starb am 7. Oktober 1361 in York an der Pest und wurde in der Minoriten-Kirche in Bedford beigesetzt.

## Familie
In jungen Jahren war er, spätestens im Februar 1322 mit Maud de Holand (1319–1361), Tochter des Robert Holland, 1. Baron Holand, verheiratet worden. Noch während seiner Inhaftierung im Tower wurde die Ehe für ungültig erklärt.
In zweiter Ehe heiratete er Lady Joan of Lancaster (um 1312–1345), Tochter des Henry of Lancaster, 3. Earl of Lancaster. Die Hochzeit fand zwischen dem 28. Februar 1327 und 4. Juni 1328 statt. Aus dieser Ehe gingen drei Kinder hervor:
- John de Mowbray, 4. Baron Mowbray (1340–1368)[3] ⚭ 1363 Elizabeth Segrave, 5. Baroness Segrave († 1375)
- Blanche de Mowbray († 1409), ⚭ (1) John de Segrave, ⚭ (2) Sir Robert Bertram, of Bothal, ⚭ (3) Thomas de Poynings, 2. Baron Poynings, ⚭ (4) Sir John de Worth († 1391), ⚭ (5) Sir John Wiltshire;
- Eleanor de Mowbray († 1387), ⚭ (1) Roger la Warr, 3. Baron De La Warr, ⚭ (2) Sir Lewis de Clifford.

Am 4. Mai 1351 heiratete er in dritter Ehe Elizabeth de Vere († 1375), Tochter des John de Vere, 7. Earl of Oxford, Witwe des Sir Hugh de Courtenay. Die Ehe blieb kinderlos.